# Norup Sogn
Norup Sogn er et sogn i Bogense Provsti (Fyens Stift).
I 1800-tallet var Norup Sogn et selvstændigt pastorat. Det hørte til Lunde Herred i Odense Amt. Norup sognekommune blev ved kommunalreformen i 1970 indlemmet i Otterup Kommune, der ved strukturreformen i 2007 indgik i Nordfyns Kommune.
I Norup Sogn ligger Norup Kirke fra omkring 1100 og Hasmark Kirke fra 1893.
I sognet findes følgende autoriserede stednavne:
- Charlottenlund (areal)
- Drejet (areal)
- Egense (bebyggelse, ejerlav)
- Egensemark (bebyggelse)
- Enebærodde (areal)
- Fjordmarken (areal)
- Hals Huse (bebyggelse)
- Hasmark (bebyggelse, ejerlav)
- Hasmark Bomose (bebyggelse)
- Hasmark Strand (bebyggelse)
- Hofmansgave (ejerlav, landbrugsejendom)
- Kyholm (areal)
- Leammer (areal)
- Norup (bebyggelse, ejerlav)
- Noruphøje (bebyggelse)
- Romsø (areal, bebyggelse)
- Skelsbæk (bebyggelse)
- Storhøjgyden (bebyggelse)
- Sønderby (bebyggelse)
- Trindelen (areal)
- Vestermarken (bebyggelse)
- Vigsnæs (areal)
- Ægholm (areal)